# Andreas Mies
Andreas Mies (phát âm tiếng Đức: [ʔanˈdʁeːas ˈmiːs]; sinh ngày 21 tháng 8 năm 1990) là một vận động viên quần vợt người Đức. Anh có thứ hạng đánh đôi ATP cao nhất là vị trí số 22 trên thế giới, vào tháng 6 năm 2019. Anh trở thành nhà vô địch giải Grand Slam sau khi vô địch nội dung đôi nam Giải quần vợt Pháp Mở rộng 2019, cùng với Kevin Krawietz.
Anh thi đấu quần vợt đại học cho Auburn Tigers.

## Sự nghiệp chuyên nghiệp

### 2017
Mies giành được danh hiệu ATP Challenger Tour đầu tiên tại giải Garden Open ở Rome, cùng với Oscar Otte.

### 2018
Mies lần đầu thi đấu trên ATP World Tour và Grand Slam tại Giải quần vợt Wimbledon ở nội dung đôi nam cùng với Kevin Krawietz sau khi vượt qua vòng loại, họ thua ở vòng 3 trước nhà vô địch sau đó Mike Bryan và Jack Sock mặc dù có 2 match points.

### 2019
Mies giành được danh hiệu đôi ATP Tour đầu tiên tại Giải quần vợt New York Mở rộng, cùng với Krawietz.
Anh và Krawietz giành được danh hiệu đôi nam tại Giải quần vợt Pháp Mở rộng, đánh bại đôi người Pháp Jérémy Chardy và Fabrice Martin trong trận chung kết. Chức vô địch giúp họ trở thành đôi người Đức đầu tiên trong Kỷ nguyên Mở giành được một danh hiệu Grand Slam, và lần đầu tiên sau Gottfried von Cramm và Henner Henkel vào năm 1937.

## Chung kết Grand Slam

### Đôi: 1 (1 danh hiệu)
| Kết quả | Năm  | Giải đấu     | Mặt sân | Đồng đội       | Đối thủ                      | Tỷ số         |
| ------- | ---- | ------------ | ------- | -------------- | ---------------------------- | ------------- |
| Win     | 2019 | Pháp Mở rộng | Đất nện | Kevin Krawietz | Jérémy Chardy Fabrice Martin | 6–2, 7–6(7–3) |

## Chung kết sự nghiệp ATP

### Đôi: 2 (2 danh hiệu)
| Chú thích                         |
| --------------------------------- |
| Grand Slam (1–0)                  |
| ATP World Tour Finals (0–0)       |
| ATP World Tour Masters 1000 (0–0) |
| ATP World Tour 500 Series (0–0)   |
| ATP World Tour 250 Series (1–0)   |

| Chung kết theo mặt sân |
| ---------------------- |
| Cứng (1–0)             |
| Đất nện (1–0)          |
| Cỏ (0–0)               |

| Kết quả | T–B | Ngày             | Giải đấu                 | Thể loại   | Mặt sân  | Đồng đội       | Đối thủ                                | Tỷ số         |
| ------- | --- | ---------------- | ------------------------ | ---------- | -------- | -------------- | -------------------------------------- | ------------- |
| Vô địch | 1–0 | tháng 2 năm 2019 | New York Mở rộng, Hoa Kỳ | 250 Series | Cứng (i) | Kevin Krawietz | Santiago González Aisam-ul-Haq Qureshi | 6–4, 7–5      |
| Vô địch | 2–0 | tháng 6 năm 2019 | Pháp Mở rộng, Pháp       | Grand Slam | Đất nện  | Kevin Krawietz | Jérémy Chardy Fabrice Martin           | 6–2, 7–6(7–3) |

## Chung kết ATP Challenger Tour

### Đôi: 15 (10–5)
| Kết quả | T–B  | Ngày              | Giải đấu              | Mặt sân  | Đồng đội          | Đối thủ                                 | Tỷ số                   |
| ------- | ---- | ----------------- | --------------------- | -------- | ----------------- | --------------------------------------- | ----------------------- |
| Á quân  | 0–1  | tháng 7 năm 2016  | Tampere, Phần Lan     | Đất nện  | Steven de Waard   | David Pérez Sanz Max Schnur             | 4–6, 4–6                |
| Á quân  | 0–2  | tháng 4 năm 2017  | Thanh Đảo, Trung Quốc | Đất nện  | Oscar Otte        | Gero Kretschmer Alexander Satschko      | 6–2, 6–7(6–8), [3–10]   |
| Vô địch | 1–2  | tháng 5 năm 2017  | Rome, Ý               | Đất nện  | Oscar Otte        | Kimmer Coppejans Márton Fucsovics       | 4–6, 7–6(14–12), [10–8] |
| Vô địch | 2–2  | tháng 6 năm 2017  | Poprad, Slovakia      | Đất nện  | Mateusz Kowalczyk | Luca Margaroli Tristan-Samuel Weissborn | 6–3, 7–6(7–3)           |
| Á quân  | 2–3  | tháng 7 năm 2017  | Prague, Cộng hòa Séc  | Đất nện  | Gero Kretschmer   | Jan Šátral Tristan-Samuel Weissborn     | 3–6, 7–5, [3–10]        |
| Vô địch | 3–3  | tháng 8 năm 2017  | Meerbusch, Đức        | Đất nện  | Kevin Krawietz    | Dustin Brown Antonio Šančić             | 6–1, 7–6(7–5)           |
| Vô địch | 4–3  | tháng 5 năm 2018  | Rome, Ý (2)           | Đất nện  | Kevin Krawietz    | Sander Gillé Joran Vliegen              | 6–3, 2–6, [10–4]        |
| Á quân  | 4–4  | tháng 5 năm 2018  | Heilbronn, Đức        | Đất nện  | Kevin Krawietz    | Rameez Junaid David Pel                 | 2–6, 6–2, [7–10]        |
| Vô địch | 5–4  | tháng 6 năm 2018  | Almaty, Kazakhstan    | Đất nện  | Kevin Krawietz    | Laurynas Grigelis Vladyslav Manafov     | 6–2, 7–6(7–2)           |
| Á quân  | 5–5  | tháng 6 năm 2018  | Ilkley, Anh Quốc      | Cỏ       | Kevin Krawietz    | Austin Krajicek Jeevan Nedunchezhiyan   | 3–6, 3–6                |
| Vô địch | 6–5  | tháng 9 năm 2018  | Genoa, Ý              | Đất nện  | Kevin Krawietz    | Martin Kližan Filip Polášek             | 6–2, 3–6, [10–2]        |
| Vô địch | 7–5  | tháng 9 năm 2018  | Sibiu, România        | Đất nện  | Kevin Krawietz    | Tomasz Bednarek David Pel               | 6–4, 6–2                |
| Vô địch | 8–5  | tháng 11 năm 2018 | Eckental, Đức         | Thảm (i) | Kevin Krawietz    | Hugo Nys Jonny O'Mara                   | 6–1, 6–4                |
| Vô địch | 9–5  | tháng 3 năm 2019  | Marbella, Tây Ban Nha | Đất nện  | Kevin Krawietz    | Sander Gillé Joran Vliegen              | 7–6(8–6), 2–6, [10–6]   |
| Vô địch | 10–5 | tháng 5 năm 2019  | Heilbronn, Đức        | Đất nện  | Kevin Krawietz    | Fabrice Martin Andre Begemann           | 6-2, 6-4                |

## Thống kê sự nghiệp đôi
Tính đến Halle Open 2019.
| Giải đấu              | 2016  | 2017  | 2018  | 2019  | SR    | T–B   |
| --------------------- | ----- | ----- | ----- | ----- | ----- | ----- |
| Grand Slam            |       |       |       |       |       |       |
| Úc Mở rộng            | A     | A     | A     | V2    | 0 / 1 | 1–1   |
| Pháp Mở rộng          | A     | A     | A     | VĐ    | 1 / 1 | 6–0   |
| Wimbledon             | A     | A     | V3    |       | 0 / 1 | 2–1   |
| Mỹ Mở rộng            | A     | A     | A     |       | 0 / 0 | 0–0   |
| Thắng–Bại             | 0–0   | 0–0   | 2–1   | 7–1   | 1 / 3 | 10–2  |
| Thống kê sự nghiệp    |       |       |       |       |       |       |
| Giải đấu              | 0     | 0     | 4     | 12    | 16    | 16    |
| Danh hiệu / Chung kết | 0 / 0 | 0 / 0 | 0 / 0 | 2 / 2 | 2 / 2 | 2 / 2 |
| Tổng số Thắng–Bại     | 0–0   | 0–0   | 4–4   | 18–10 | 22–14 | 22–14 |
| Xếp hạng cuối năm     | 181   | 131   | 73    |       | 61%   | 61%   |